# Piotr Borecki (zm. 1604)
Piotr Borecki herbu Hołobok (zm. w 1604 roku) – podczaszy halicki w 1587 roku.
Poseł na sejm koronacyjny 1574 roku z województwa ruskiego. Członek konfederacji rzeszowskiej 1587 roku.